# Датско-чешские отношения
Датско-чешские отношения — двусторонние дипломатические отношения между Данией и Чехией.

## История
21 июня 1929 года были установлены дипломатические отношения между Данией и Чехословакией. В 1968 году страны подписали в Праге соглашение о сотрудничестве в сфере культуры и науки. В 1970-х годах товарооборот между странами достигал суммы 400 миллионов чехословацких крон в год.
В 1946 году после окончания Второй мировой войны датский аэропорт Каструп принял первый самолёт из Праги.
1 января 1993 года были установлены дипломатические отношения между Данией и Чехией. В 2011 году посол Чешской Республикой в Дании охарактеризовал отношения между странами, как «хорошие». Обе страны являются полноправными членами НАТО и Европейского союза.

## Торговля
В 2009 году экспорт Дании в Чехию составил сумму 4 миллиона датских крон, а импорт товаров из этой страны был осуществлен примерно на эту же сумму.
Инвестиции Дании в экономику Чехии составили сумму 10 млрд датских крон, что способствовало усилению отношений между странами. Датские компании, которые осуществляют инвестиции в Чехию: LEGO, Maersk, Bang & Olufsen.

## Визиты на высоком уровне
В 1994 году королева Дании Маргрете II посетила Чешскую Республику, а в 2006 году президент Чехии Вацлав Клаус осуществил визит в Копенгаген.

## Тихо Браге
Тихо Браге — датский астроном, астролог и алхимик эпохи Возрождения. Первым в Европе начал проводить систематические и высокоточные астрономические наблюдения, на основании которых Кеплер вывел законы движения планет, скончался в 1601 году в Праге. В 1996 году анализ волос тела Браге обнаружил в них высокое содержание ртути, что свидетельствует в пользу гипотезы об отравлении учёного (впрочем, результаты этого анализа оспариваются в научных кругах). В ноябре 2010 была проведена эксгумация останков Тихо Браге для уточнения прижизненного состояния здоровья, принимаемых лекарств, а также причины смерти учёного. Останки Браге были перезахоронены 19 ноября 2010 в Тынском храме. Отчёт о проведённых исследованиях планировалось опубликовать в 2011 году, однако из-за недостаточного финансирования завершение работы затянулось. По предварительным данным, существенного превышения содержания ртути обнаружено не было, и наиболее вероятной причиной смерти Тихо Браге является отказ почки и, как следствие, тяжёлая уремия.

## Дипломатические представительства
- У Дании имеется посольство в Праге[16].
- Чехия содержит посольство в Копенгагене[17].